# Caffrocixius fennahi
Caffrocixius fennahi är en insektsart som beskrevs av Synave 1969. Caffrocixius fennahi ingår i släktet Caffrocixius och familjen kilstritar. Inga underarter finns listade i Catalogue of Life.